# 春香传 (1935年电影)

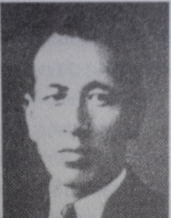
李弼雨

《春香传》是一部1935年电影，亦是朝鲜半岛的首部有声电影。该片由朝鲜半岛早期电影人李弼雨和其弟弟李明雨合作完成，改編自朝鮮民間傳說《春香傳》。李明雨担任导演，李弼雨兼任摄像、录音、洗印和编辑:80。在当时的情况下，制作有声电影是件非常不容易的事情。由于没有连接录音机和摄像机的同步发电机，《春香传》采用后期配音的方式而非现场录像。影片原本计划在片中插入“农夫歌”，但由于资金问题，该计划不得不被搁浅:125。许多当时的电影评论者对该片的情节编排、服装、影片背景、节奏安排等评价也颇为刻薄。不过，影片中的少量对白，捣衣声、推拉大门的声音都引起了观众的极大好奇。他们对韩国的首部有声电影感到自豪，对影片的不足则颇为大度。《春香传》投入的制作经费是一般电影的一倍多，其电影票也高达1韩圆。当时进口西洋片的票价也只不过是0.3到0.4韩圆的价位。两年后在韩国上映的查理·卓别林的电影《摩登时代》票价也仅为0.7韩圆。可见，《春香传》的票价在当时是非常高的，但观众的好奇心还是使该片的票房收入获得成功:125:84。
1935年10月3日，《春香传》在团成社的公映，拉开了韩国和朝鲜有声电影的时代:84:122。之后，当时的其它电影公司纷纷进行有声电影的制作。1936年，已经有一半的电影公司在制作有声片。《阿里郎山岭》（1935年，洪开明）、《朝鲜之歌》（1936年，金尚镇）、《阿里郎3》（1936年，罗云奎）、《虹》（1936年，李圭焕）、《迷梦》（1936年，梁柱南）、《洪吉童传（后篇）》（1936年，李明雨）等多部有声电影陆续在韩国制作上映。1937年，韩国电影已经完全进入有声电影时代:129。

## 演员表
| 演员   | 角色   | 简介           | 备注 |
| ------ | ------ | -------------- | ---- |
| 韩一松 | 李梦龙 | 男主角         |      |
| 文艺峰 | 春香   | 女主角         |      |
| 李钟哲 | 方子   | 梦龙的仆人     |      |
| 卢载信 | 香丹   | 春香的丫鬟     |      |
| 林云鹤 | 卞学道 | 李使道的继任者 |      |
| 金英秀 | 月梅   | 春香的母亲     |      |